# The Astronaut (singolo)
The Astronaut è il singolo di debutto del cantante sudcoreano Jin, pubblicato il 28 ottobre 2022.

## Antefatti e pubblicazione
Il 14 giugno 2022, i BTS hanno annunciato che nell'immediato futuro si sarebbero dedicati maggiormente alle rispettive attività individuali anziché a quelle di gruppo. Jin in particolare ha affermato che probabilmente sarebbe stato l'ultimo a debuttare come solista: la sua intenzione, non dichiarata in quel momento, era infatti quella di espletare il servizio militare, ma ha poi posticipato l'arruolamento per partecipare al concerto dei BTS Yet to Come in Busan a ottobre. Nell'attesa, ha parlato con Chris Martin dei Coldplay, insieme a cui avevano realizzato My Universe nel 2021, del suo imminente allontanamento dalla scena musicale, e di come durante la leva gli sarebbero mancati gli altri ragazzi del gruppo e i fan: la conversazione ha ispirato la realizzazione di The Astronaut. Jin ha dato ai Coldplay alcune indicazioni sullo stile musicale del pezzo e il genere di messaggio da trasmettere, volendo "incorporare il mio amore per i nostri fan, con un'atmosfera piacevole e divertente", e ha cominciato a registrare a settembre, una volta ricevuta la traccia guida. Inizialmente i testi erano completamente in inglese, ma Martin ha chiesto a Jin di sostituirli con altri in coreano: in un primo momento la riscrittura si è limitata alla prima strofa, poi, sempre su richiesta di Martin, è stata estesa anche alla seconda, realizzata nella notte che ha preceduto le riprese del video musicale. La registrazione è proceduta a rilento, in quanto Jin ha impiegato una decina di giorni per trovare uno stile di canto che somigliasse a quello usato da Chris Martin nella guida: ha infine optato per un'esecuzione dai richiami trot, che, dopo differenti tentativi, era risultata essere la più somigliante all'originale.
Il 15 ottobre 2022, durante i discorsi finali del concerto Yet to Come in Busan, Jin ha annunciato che sarebbe stato il secondo membro dei BTS a debuttare come solista, pubblicando presto un singolo al quale aveva lavorato "insieme a qualcuno che mi piace". Tre giorni dopo, un'esclusiva di TenAsia ha rivelato che si trattava dei Coldplay e che la canzone sarebbe uscita a fine mese, notizia che la Big Hit Music non ha confermato né smentito, rispondendo che avrebbe fornito data e dettagli in un secondo momento. L'annuncio ufficiale è stato dato il 19 ottobre, quando la casa discografica ha caricato online un trailer con protagonista un astronauta che galleggia nello spazio, comunicando il titolo del singolo e la data di uscita, il 28 ottobre alle 13 (secondo il fuso orario sudcoreano). Alcune ore dopo sono stati aperti i pre-ordini della versione fisica di The Astronaut, mentre un poster diffuso il 20 ottobre ha confermato la partecipazione dei Coldplay alla scrittura.

## Descrizione
The Astronaut è una canzone appartenente al genere pop rock. Kristine Kwak di Rolling Stone vi ha riscontrato elementi tipici del sound dei Coldplay, come la voce echeggiante e la crescita graduale dei sintetizzatori, e legami con My Universe (di BTS e Coldplay) e Moon (dello stesso Jin) in termini di tematica e testi legati allo spazio. Nella strumentazione è inoltre presente la chitarra acustica. Il pezzo usa un campione di Kangaru dalla colonna sonora di Arrival, citando quindi Jóhann Jóhannsson tra gli autori.
Il testo "esplora i temi del legame, del cosmo, e del suo amore per i fan", per i quali The Astronaut è intesa come regalo. Il ritornello in inglese recita: "When I'm with you / There is no one else / I get heaven to myself / When I'm with you" ("Quando sono con te / Non c'è nessun altro / Ottengo il paradiso per me / Quando sono con te").

## Esibizioni dal vivo
Jin ha eseguito per la prima volta The Astronaut il giorno stesso dell'uscita allo Stadio Monumental Antonio Vespucio Liberti di Buenos Aires durante il Music of the Spheres World Tour dei Coldplay, trasmesso in diretta in 3 500 cinema in 70 Paesi del mondo. Il video, diretto da Paul Dugdale, è stato poi caricato sul canale YouTube dei BTS.
Il 4 febbraio 2023 i Coldplay hanno suonato The Astronaut a Saturday Night Live, accompagnati dal coro Jason Max Ferdinand Singers. La canzone è stata successivamente eseguita da Jin e Coldplay durante le tappe del 19 e 25 aprile 2025 in Corea del Sud del Music of the Spheres World Tour della band britannica.

## Video musicale
Il 27 ottobre è stato caricato su YouTube un teaser del video musicale: nella clip, lunga 30 secondi, Jin osserva dall'alto, con espressione illeggibile, un'astronave precipitata che sta andando a fuoco in un campo. Il video completo, con gli interni girati in Corea del Sud e gli esterni negli Stati Uniti, è diventato disponibile il giorno successivo in contemporanea con l'uscita del singolo: racconta la storia di un astronauta, interpretato da Jin, che vive sulla Terra dopo esservi atterrato accidentalmente. Quando un misterioso raggio di luce si leva in lontananza, l'astronauta si prepara per tornare sul suo pianeta d'origine, ma, giunto nel punto dove l'astronave lo attende, decide di rimanere sulla Terra insieme alle persone e alle cose a cui tiene. Chris Martin fa un cameo nei panni del presentatore del notiziario che annuncia l'apparizione del raggio di luce. Il video ha raccolto oltre 17 milioni di visualizzazioni in 25 ore, e il 4 dicembre 2023 ha raggiunto i 100 milioni.

## Accoglienza
| Recensione | Giudizio |
| ---------- | -------- |
| NME        |          |

Rhian Daly di NME ha valutato positivamente The Astronaut, apprezzando i testi "attraversati da un romanticismo ad occhi spalancati" oltre all'esecuzione vocale, reputando che il registro più basso rispetto a quello usato solitamente dall'artista avesse aggiunto "una consistenza fresca e vellutata alla sua intonazione senza compromettere l'emozione sempre palpabile nella sua voce", mostrando "la star dei BTS al suo meglio". Ha tuttavia ritenuto che il pezzo suonasse più come una canzone dei Coldplay che di Jin, e che l'identità artistica individuale dell'interprete non avesse avuto sufficiente spazio per manifestarsi, concludendo comunque che ci fosse tempo per definirla in futuro. Di opinione opposta Lai Frances di MTV, per cui "il percorso artistico di Jin chiude il cerchio" con The Astronaut. Su Billboard, Jeff Benjamin ha reputato che il sound rock dei Coldplay fosse "il letto perfetto per la voce stabile e calmante di Jin", il quale è riuscito ad adottare lo stesso "approccio sentimentale" che ha usato in ballate come Awake ed Epiphany nonostante il ritmo più allegro del pezzo. Lee Yeo-reum di Ize ne ha parlato come di "una dichiarazione romantica in una giornata invernale, [che] abbraccia alcuni dei punti di forza più solidi di Jin", apprezzando il messaggio della canzone e il registro vocale basso che ne ha "amplificato la trasmissione emotiva". Per Lenika Cruz del The Atlantic, The Astronaut "evoca sia una nostalgia agrodolce che un caldo ottimismo. Quando le chitarre scintillanti e la voce unica e potente di Jin mi travolgono, provo uno strano senso di rassicurazione cosmica".
Rolling Stone l'ha inserita in posizione 68 nella lista delle cento canzoni più belle del 2022, mentre Dazed al 26º posto di un'analoga top 40 dedicata esclusivamente ai pezzi K-pop, scrivendo che "veste perfettamente  [Jin] come uomo e artista; un'atmosfera da sogno ariosa trattenuta da una sana terrosità". Nella lista delle 25 canzoni K-pop migliori del 2022 di Billboard è apparsa alla 14ª posizione: per Joe Lynch, "Jin sorge in un'orbita celestiale con questo stupendo inno romantico". Anche Paris Match ha stilato una top 10 dei pezzi K-pop più belli dell'anno, inserendo The Astronaut alla 4ª posizione: Séraphine Roger ha scritto che "Jin vive di ballate strazianti" e ha descritto il singolo come "nostalgico e delicato".

## Tracce
1. The Astronaut – 4:42 (Guy Berryman, Jonny Buckland, Will Champion, Chris Martin, Jin, Kyrre Gørvell-Dahll, Joan La Barbara, Jóhann Jóhannsson, Moses Martin)

## Formazione
Crediti tratti dalle note di copertina del CD.
- Jin – voce, scrittura
- Guy Berryman – scrittura, basso
- Bryce Bordone – assistenza al missaggio
- Jonny Buckland – scrittura, chitarra
- Will Champion – scrittura, batteria, percussioni
- Șerban Ghenea – missaggio
- Daniel Green – co-produzione, tastiera, programmazione, ingegneria del suono
- Oscar Holter – produzione aggiuntiva, tastiera, programmazione
- Michael Ilbert – co-produzione, ingegneria del suono
- Jóhann Jóhannsson – scrittura
- James Keys – cori
- Kygo – produzione, scrittura, programmazione
- Joan La Barbara – scrittura
- Miguel Lara – ingegneria del suono aggiuntiva
- Chris Martin – scrittura, tastiera, chitarra, cori
- Max Martin – produzione esecutiva, tastiera
- Moses Martin – scrittura, cori
- Tate McDowell – ingegneria del suono aggiuntiva
- Pdogg – arrangiamento vocale, ingegneria del suono
- Bill Rahko – produzione, tastiera, programmazione, ingegneria del suono

## Successo commerciale
Il singolo ha raggiunto la vetta della classifica iTunes dei brani più scaricati in 97 Paesi e territori in meno di 24 ore, mentre su Spotify ha totalizzato 4 146 790 ascolti globali durante la sua prima giornata. A fine settimana è entrato in posizione 10 nella Billboard Global 200 con 48,3 milioni di riproduzioni in streaming e 62 000 copie vendute globalmente. Di questi, 43,5 milioni di riproduzioni e 43 000 copie sono stati registrati al di fuori degli Stati Uniti, consentendogli di entrare in posizione 6 nella Billboard Global Excl. U.S.
In Corea del Sud, l'edizione in CD ha venduto 425 973 copie durante la prima giornata di disponibilità secondo la Circle Chart, figurando in prima posizione nella classifica degli album grazie a 508 662 copie distribuite nel periodo 23-29 ottobre. 533 662 copie gli hanno poi consentito di diventare il quarto disco più venduto del mese. La traccia digitale si è posizionata 52ª, salendo al 40º posto la settimana seguente. Il 17 novembre, la versione fisica ha superato un milione di copie vendute secondo la Circle Chart. Sulla Hanteo Chart il CD ha invece registrato 700 754 copie durante la prima giornata di disponibilità, diventando il single album di un solista più venduto nelle prime ventiquattr'ore dall'uscita.
In Giappone ha raccolto 3 620 download nella giornata del 29 ottobre, mentre 11 774 nella sua prima settimana (24-30 ottobre 2022). Il CD è stato pubblicato il 5 novembre, vendendo 104 018 copie nel suo giorno d'uscita.
Con il singolo Jin ha fatto il suo primo ingresso solista nella Billboard Hot 100 statunitense, debuttando in posizione 51 con 4,9 milioni di riproduzioni in streaming e 44 000 download digitali, che gli hanno valso la vetta della classifica Digital Song Sales. In Canada è invece entrato in posizione 58.

## Classifiche

### Classifiche settimanali
| Classifica (2022-23)     | Posizione massima |
| ------------------------ | ----------------- |
| Bolivia                  | 18                |
| Canada                   | 58                |
| Corea del Sud (CD)       | 1                 |
| Corea del Sud (digitale) | 40                |
| Croazia                  | 7                 |
| Filippine                | 10                |
| Francia                  | 106               |
| Giappone                 | 2                 |
| Grecia                   | 56                |
| Hong Kong                | 22                |
| India                    | 5                 |
| Indonesia                | 4                 |
| Irlanda                  | 96                |
| Lituania                 | 66                |
| Portogallo (CD)          | 19                |
| Portogallo (digitale)    | 130               |
| Regno Unito              | 61                |
| Singapore                | 9                 |
| Stati Uniti              | 51                |
| Taiwan                   | 20                |
| Vietnam                  | 3                 |

### Classifiche di fine anno
| Classifica (2022)  | Posizione |
| ------------------ | --------- |
| Corea del Sud (CD) | 17        |

## Riconoscimenti
- Melon Weekly Popularity Award[78]
  - 14 novembre 2022
  - 21 novembre 2022

### Premi dei programmi musicali
- M Countdown
  - 10 novembre 2022[79]